# Fantastic Negrito
Xavier Amin Dphrepaulezz (nacido en 1968), conocido con el nombre artístico de Fantastic Negrito, es un cantante y compositor estadounidense de blues y R&B. Su álbum de 2016, The Last Days of Oakland fue galardonado con un Premio Grammy en la categoría de Mejor álbum de Blues Contemporáneo en la 60th edición de los Premios Grammy. En 2018, su álbum Please Don't Be Dead fue nominado en la misma categoría.

## Biografía
Dphrepaulezz nació al oeste de Massachusetts, siendo el octavo de quince hermanos. Su padre era un musulmán de origen somalí con profundas convicciones religiosas que, según recuerda Dphrepaulezz, les imponía a él y sus hermanos muchas reglas. Dphrepaulezz y su familia se mudaron a Oakland, California cuando el contaba con 12 años. Allí comenzó a vender y consumir droga a edad muy temprana, según relató al periódico the Guardian en 2016 "Todos vendíamos droga. Todos llevabamos pistola. Hubo una epidemia de Crack." Se interesó por aprender, de forma autodidacta, a tocar música tras escuchar el álbum de Prince, Dirty Mind. Aprendió música colándose sigilosamente en las aulas de la Universidad de California en Berkeley a pesar de no estar matriculado.
Cansado de la mala vida se mudó a Los Ángeles, donde hizo llegar una maqueta al ex-mánager de Prince, Joe Ruffalo, que vio potencial en el músico y decidió apadrinarlo. Dphrepaulezz firmó finalmente en 1993 un contrato discográfico con Interscope Records. El 9 de enero de 1996, publicó su primer álbum, The X Factor, bajo el nombre de Xavier. El álbum fue lanzado con Lexington House Records y distribuido por Interscope. En 1999 sufrió un grave accidente de tráfico que lo mantuvo en coma tres semanas. Tras esto, Interscope rescindió su contrato y tras pasar por varias bandas de poca relevancia abandonó la música. Regresó entonces a Oakland donde formó una familia y se dedicó al cultivo de marihuana.
En 2014 regresó de nuevo a la música, con un estilo que el mismo describe como "de raíces negras para todo el mundo". En 2015, ganó un concurso de la emisora de radio NPR'. En 2016, su álbum The Last Days of Oakland fue lanzado por el sello discográfico Blackball Universe. Dphrepaulezz ganó por este trabajo el Premio Grammy en la categoría de Mejor álbum de Blues Contemporáneo.

## Discografía
- The X Factor (Interscope, 1996) (como Xavier)
- Fantastic Negrito (Black Ball Universe, 2014)
- The Last Days of Oakland (Blackball Universe, 2016)
- Please Don't Be Dead (Cooking Vinyl, Black Ball Universe, 2018)
- Have you lost your mind yet? (Cooking Vinyl, 2020)
- White Jesus Black Problems (Storefront Records, 2022)
- Son of a Broken Man (Storefront Records, 2024)